# 盧西恩·梅安尼
盧西恩·梅安尼（義大利語：Luciano Maiani，1941年7月16日—），聖馬利諾物理學家，他與謝爾登·格拉肖和李爾普羅斯預測魅夸克（簡稱GIM機制）存在。